# アシム・フェルハトヴィッチ・ハセ競技場
アシム・フェルハトヴィッチ・ハセ競技場（ボスニア語: Olimpijski Stadion Koševo Asim Ferhatović Hase、セルビア語: Стадион Асим Ферхатовић Хасе）は、ボスニア・ヘルツェゴビナの首都サラエヴォに所在する多目的スタジアム。1984年サラエボオリンピックでは、開会式の会場として使用されたほか、サッカー、コンサートの会場としても利用されている。

## 概要
1947年に開場。1950年にユーゴスラビア対トルコの初の国際親善試合を開催。1984年には、五輪開催のため改修。2004年7月にFKサラエヴォを代表するサッカー選手アシム・フェルハトヴィッチの功績をたたえて改称された。

## コンサートを開催したアーティスト
- ズドラヴコ・チョリッチ 1978年9月7日
- U2 1997年9月23日
- ディノ・メルリン 2000年7月31日
- ディノ・メルリン 2004年7月31日
- ビイェロ・ドゥグメ 2005年5月15日
- ハリス・ジノヴィッチ 2007年6月23日
- ディノ・メルリン 2008年7月19日
- ハリ・マタ・ハリ 2009年8月10日